# Simfonia núm. 2 (Hanson)
La Simfonia núm. 2 en re bemoll major, opus 30, W45, "Romantic", va ser escrita per Howard Hanson per encàrrec de Serge Koussevitzky per al 50è aniversari de l'⁣Orquestra Simfònica de Boston el 1930, i publicada per Carl Fischer Music.

## Instrumentació
La simfonia va ser escrita per a una orquestra estàndard formada per flautí, 2 flautes, 2 oboès, trompa anglesa, 2 clarinets en si bemoll, 2 fagots, contrafagot, 4 trompes en fa, 3 trompetes en do, 3 trombons, tuba, timbals, tambor, plats, arpa i cordes.

## Estructura
La simfonia consta de tres moviments, amb molt material temàtic compartit entre els moviments.
1. Adagio ( = 50) — Allegro moderato ( = 100) — Lento ( = 56) molto espressivo — Piu mosso — Meno mosso ( = 72) — Tranquillo — Molto piu mosso ( = 112) — Animato — Molto meno mosso ( = 80) — Animat ( = 112) — Meno mosso ( = 96) — Ancora meno mosso — Molto meno mosso
2. Andante con tenerezza
3. Allegro con brio — Molto meno mosso — Piu mosso — Animato — Largamente

El "segon tema líric i inquietant" del primer moviment s'ha conegut com el "tema d'Interlochen" (ja que s'interpreta al final de tots els concerts a l'⁣Interlochen Center for the Arts). Reapareix “amb més èmfasi” en els dos moviments següents. El moviment lent va ser arranjat per a banda de concert per Norman Goldberg i d'aquesta forma també va ser publicat per Carl Fischer.
Hanson es considerava un "compositor de quintes perfectes" o de "terceres majors", però en aquesta simfonia, és la quarta perfecta "que té un paper destacat al llarg de la simfonia tant en la melodia com en l'harmonia". Malgrat l'abundància de triplets, el ritme de Bruckner només apareix en alguns punts, principalment a les parts de les trompetes i les trompetes; els altres són al timbal al primer moviment, i al final d'un motiu rítmic més llarg al final.

## Representacions
La simfonia va ser estrenada per Koussevitzky dirigint l'Orquestra Simfònica de Boston el 28 de novembre de 1930. Poc després Arturo Toscanini la va tocar amb la Filharmònica de Nova York. El mateix Hanson va dirigir i gravar l'obra amb l'⁣Orquestra Simfònica Eastman-Rochester. Altres directors de la simfonia inclouen Charles Gerhardt, Erich Kunzel, Sir Neville Marriner, Gerard Schwarz, David Montgomery i Leonard Slatkin.

## Recepció
Tot i que es considera que Hanson va obrir nous camins a la simfonia, "va produir una obra de concert popular que és l'epítom de la simfonia del segle XX que podria haver estat escrita per un nord-americà". Virgil Thomson, contemporani de Hanson, va opinar de la música de Hanson en general "encara no he trobat mai en cap obra seva una sola frase o gir d'harmonia que no em sonés familiar", i de la simfonia específicament "és tan estandarditzada en expressió com d'estil eclèctic. No és una sorpresa de principi a fi, ni cap aventura."
Hanson estava disgustat perquè el tema s'utilitzés per als crèdits de tancament d'⁣Alien sense el seu permís, però va decidir no lluitar contra ells als tribunals. Més positivament, John Williams va utilitzar la simfonia com a model per a la seva música per a ET.

## Enregistraments
El mateix Hanson va dirigir l'⁣Orquestra Eastman-Rochester en un enregistrament de la simfonia per a RCA Victor el 1939. Després, l'any 1958, va realitzar un enregistrament estèreo amb la mateixa orquestra de la simfonia per a Mercury Records, que posteriorment va ser reeditat en CD i que ha estat durant molts anys als catàlegs.
La Segona Simfonia de Hanson és una de les simfonies nord-americanes del segle XX més gravades, amb altres enregistraments, com ara per la National Philharmonic Orchestra dirigida per Charles Gerhardt (RCA, després Chesky), la Seattle Symphony amb Gerard Schwarz (Delos, després Naxos), el Saint Louis Symphony Orchestra dirigida per Leonard Slatkin (EMI), Cincinnati Pops Orchestra amb Erich Kunzel i Jena Philharmonic Orchestra amb David Montgomery (Arte Nova), i un tercer enregistrament del compositor, dirigint la Mormon Youth Symphony Orchestra i gravat al Salt Lake Tabernacle, Utah el 1972 (Citadel Records). Hanson també va incloure una versió ampliada del tema principal de la simfonia (escoltat en el primer i l'últim moviment) en un enregistrament amb la World Youth Symphony, realitzat en un concert a Interlochen, Michigan el 1977 (Citadel).
La simfonia va tenir la distinció de ser una de les poques obres americanes que va dirigir Arturo Toscanini quan era director musical de l'⁣Orquestra Filharmònica de Nova York⁣; tanmateix, Toscanini no va gravar la música, fins i tot durant els molts anys que va dirigir l'⁣Orquestra Simfònica de l'NBC.